# AirSols

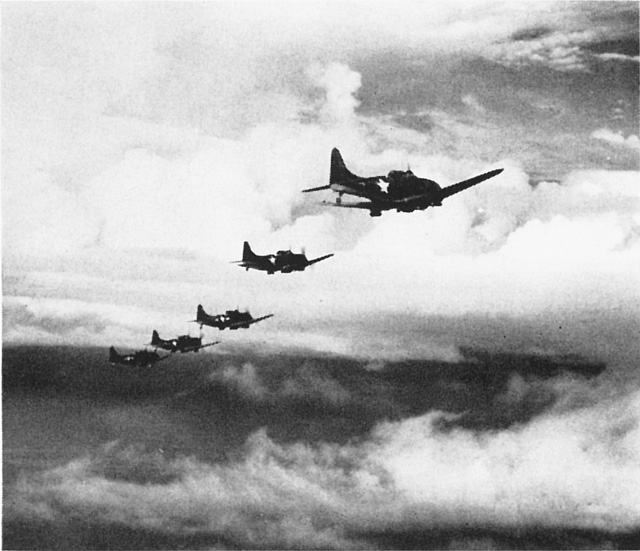
Aviones del AirSols en una misión sobre las Islas Salomón en 1943.

AirSols, la abreviatura de Air Solomons, fue el nombre oficial que se le dio a las unidades aéreas aliadas que participaron en la Campaña de las Islas Salomón en la Segunda Guerra Mundial entre abril de 1943 y junio de 1944. El Comando Aéreo de las Islas Salomón (Commander, Aircraft, Solomons o ComAirSols en inglés) dirigió todas las operaciones aéreas con base en tierra en las Islas Salomón durante la ejecución de la Operación Cartwheel.
El comando estaba conformado por fuerzas de la Marina de los Estados Unidos (US Navy), el Cuerpo de Marines de los Estados Unidos (USMC), la Fuerza Aérea del Ejército de los Estados Unidos, y la Real Fuerza Aérea de Nueva Zelanda (RNZAF). Los aliados se enfrentaron a la 11.a Flota Aérea de y al 4.o Ejército Aéreo Japón con base en Rabaul, Nueva Bretaña.